# Colombier (Vaud)
Pour les articles homonymes, voir Colombier.
Colombier, également Colombier-sur-Morges, est une localité dans la commune d'Échichens et une ancienne commune suisse du canton de Vaud, située dans le district de Morges. Le village possède une auberge, une boulangerie ainsi qu’un clocher situé vers le centre du village. À l’ouest du village se situent les maisons anciennes alors qu’à l’est et au nord les maisons récentes et modernes.

## Population

### Surnom
Les habitants de la localité sont surnommés lè Rondze-Bouène, soit ceux qui rongent les bornes et détruisent les limites en patois vaudois.

## Histoire
Au Moyen Âge, la famille de Colombier possédait la seigneurie du même nom.
Au 1er juillet 2011, Colombier a fusionné avec les communes d'Échichens, Monnaz et Saint-Saphorin-sur-Morges pour former la nouvelle commune d'Échichens.

## Patrimoine bâti
Église réformée, anciennement Saint-Martin, mentionnée en 1228. Nef rectangulaire avec chœur étroit voûté d'ogives. Dans la nef, le plafond en berceau lambrissé date de 1696 et les fenêtres ont été agrandies en 1737. Les vitraux de 1924 sont l’œuvre de Charles Clément. Le clocher a été surélevé peut-être en 1599, selon la date inscrite sur la porte extérieure de la chapelle méridionale, cette dernière ayant été fondée en 1516 par Jean Donat de Colombier.

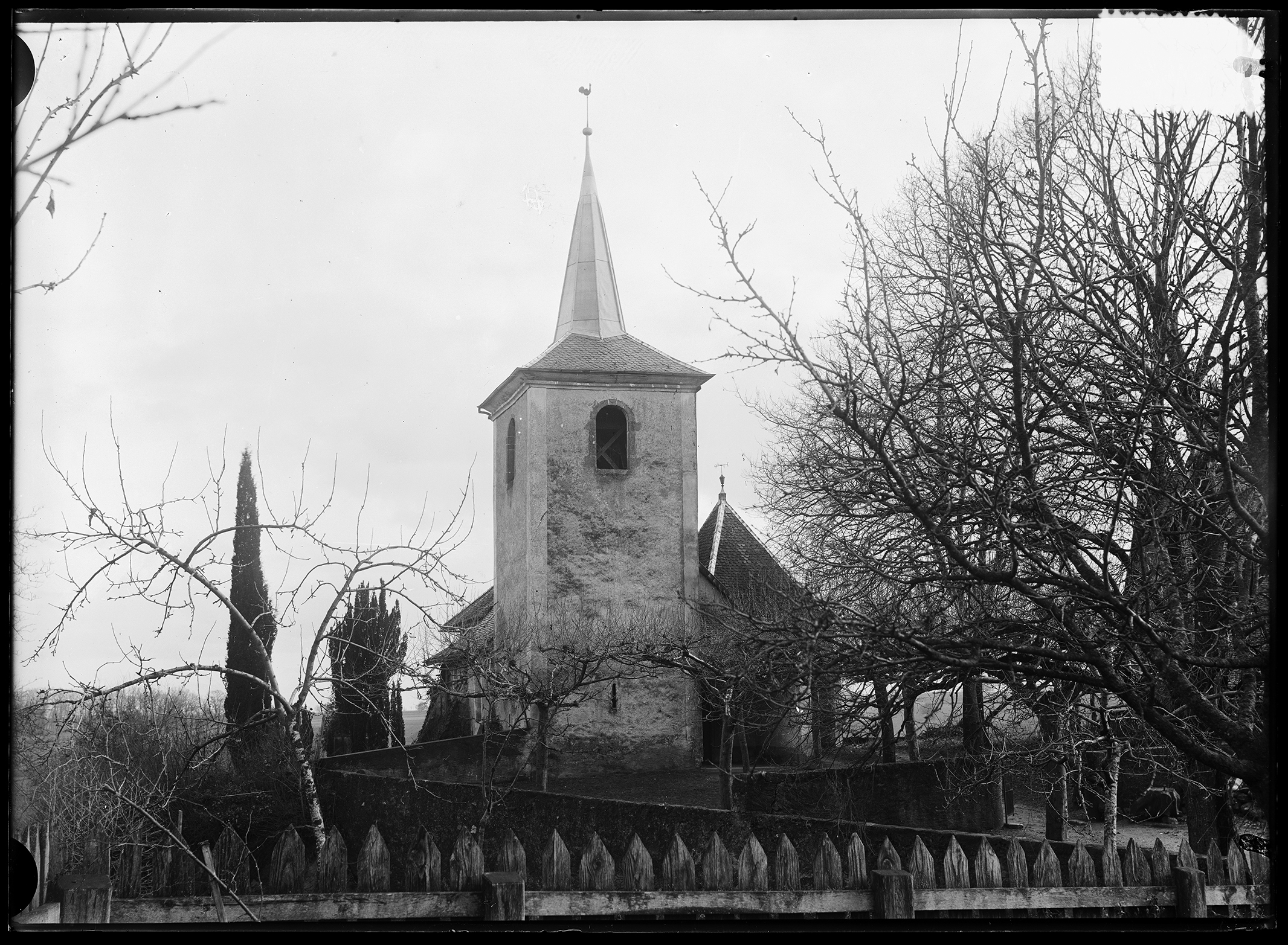
Colombier, église photographie par Albert Naef, 1912 (Archives cantonales vaudoises).
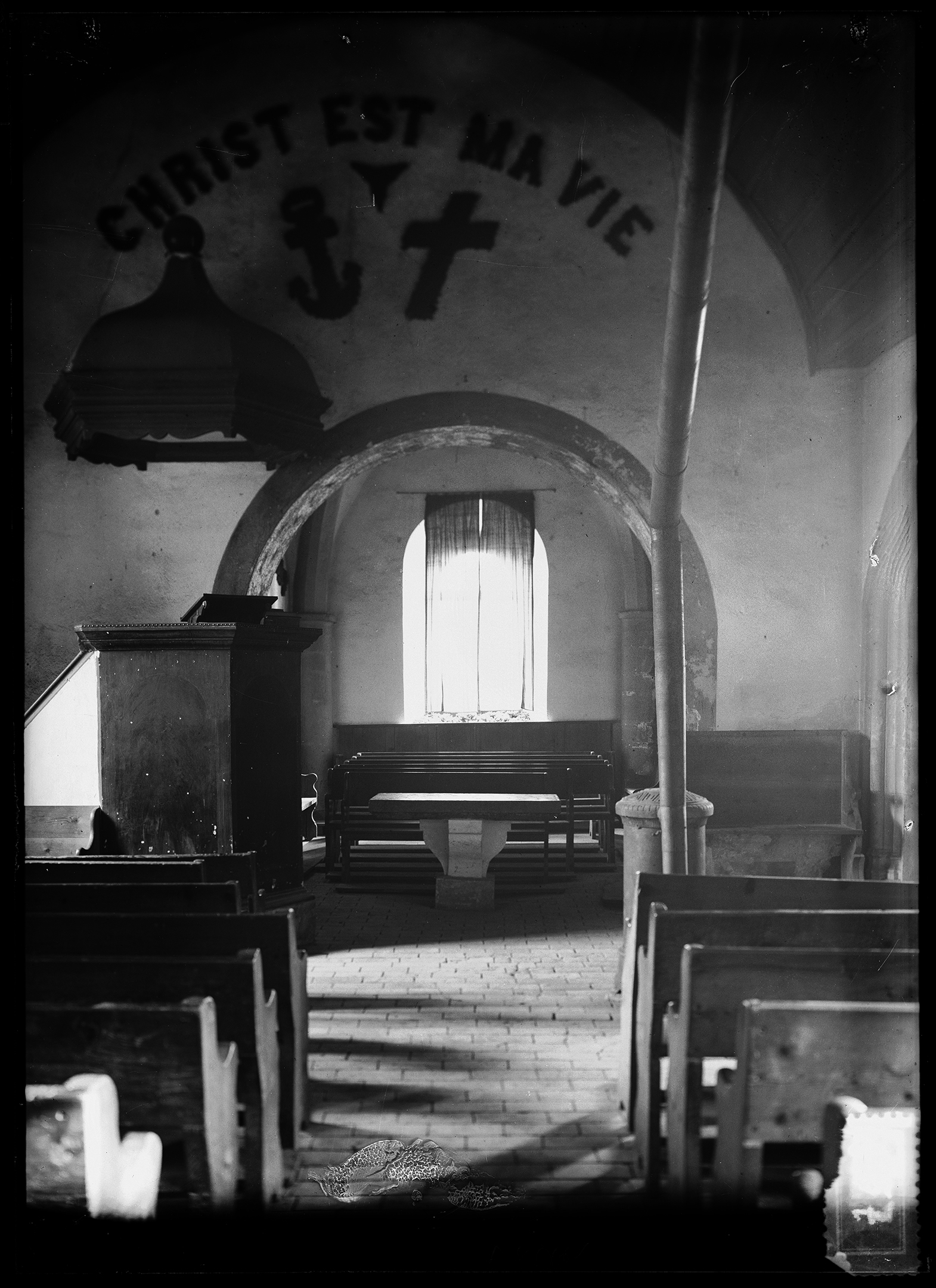
Vue vers le chœur (1912).
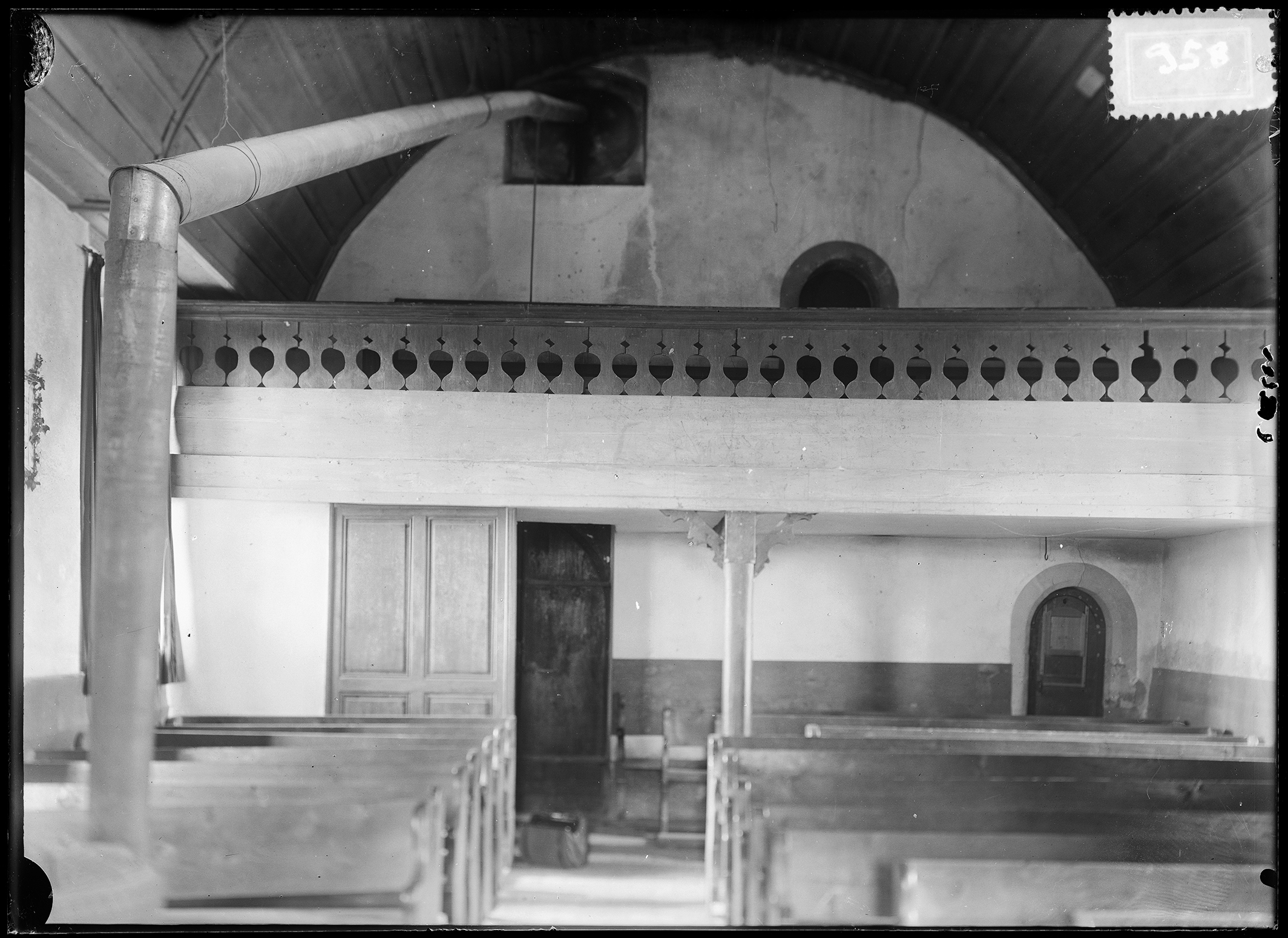
Vue vers l’entrée (1912).

CH-NB - Colombier (VD), Château, Entrée, vue partielle en 1899, photo van Berchem - Collection Max van Berchem - EAD-7208.

Château. Une grande demeure a été élevée vers l'extrême fin du XVe siècle pour le seigneur Jean Donat de Colombier. Cet édifice a conservé, en saillie sur la façade, les deux premiers niveaux d'une remarquable tour d'escalier polygonale en pierre de taille. Le monumental portail sculpté, de style gothique flamboyant, est orné, dans le tympan, de deux anges porteurs d'armoiries. L'ensemble est surmonté de la statue d'un guerrier. À l'intérieur, dans une embrasure de l'escalier à vis, subsiste un portrait peint d'Amédée VIII de Savoie, devenu antipape Félix V, œuvre sans doute de la fin du XVe siècle également. Quant à la maison seigneuriale proprement dite, dont certaines fenêtres sont encore protégées par des larmiers en pierre, elle a été fortement transformée, notamment au début du XVIIIe siècle. Subsiste cependant, au deuxième étage, une monumentale cheminée en stuc, elle aussi de la fin du Moyen Âge, à riches moulures et colonnettes torsadées.
Petit château. Maison cossue à toit Mansart, avec armoiries de la famille de Colombier et monogramme IHS.
Maison communale. Édifice néoclassique presque cubique, à toiture en bâtière et clocheton central avec horloge, 1801-1803.